# Haloptilus fertilis
Haloptilus fertilis är en kräftdjursart som först beskrevs av Giesbrecht 1892.  Haloptilus fertilis ingår i släktet Haloptilus och familjen Augaptilidae. Inga underarter finns listade i Catalogue of Life.